# جریان مدور اقتصاد

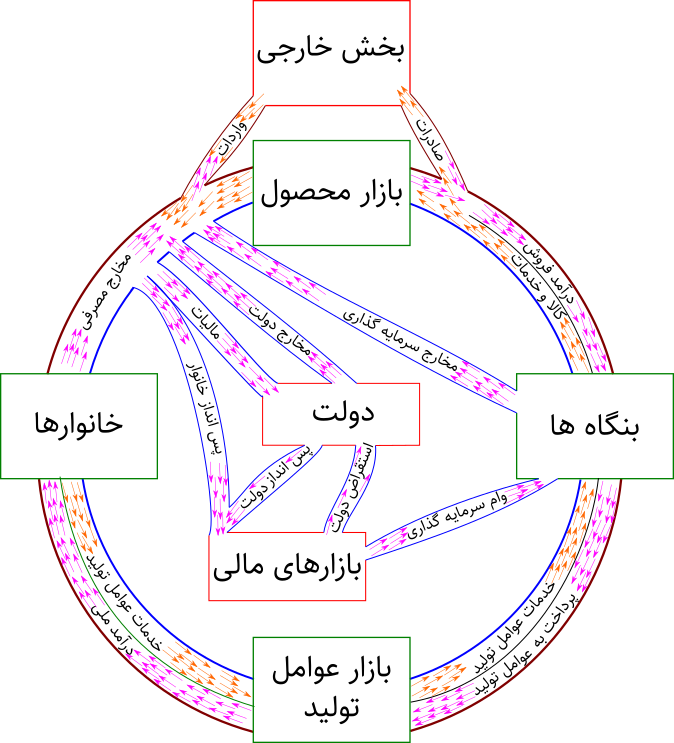
حریان مدور اقتصاد؛ در این شکل جریان پول با رنگ صورتی و جریان کالا و خدمات با رنگ نارنجی مشخص شده است.

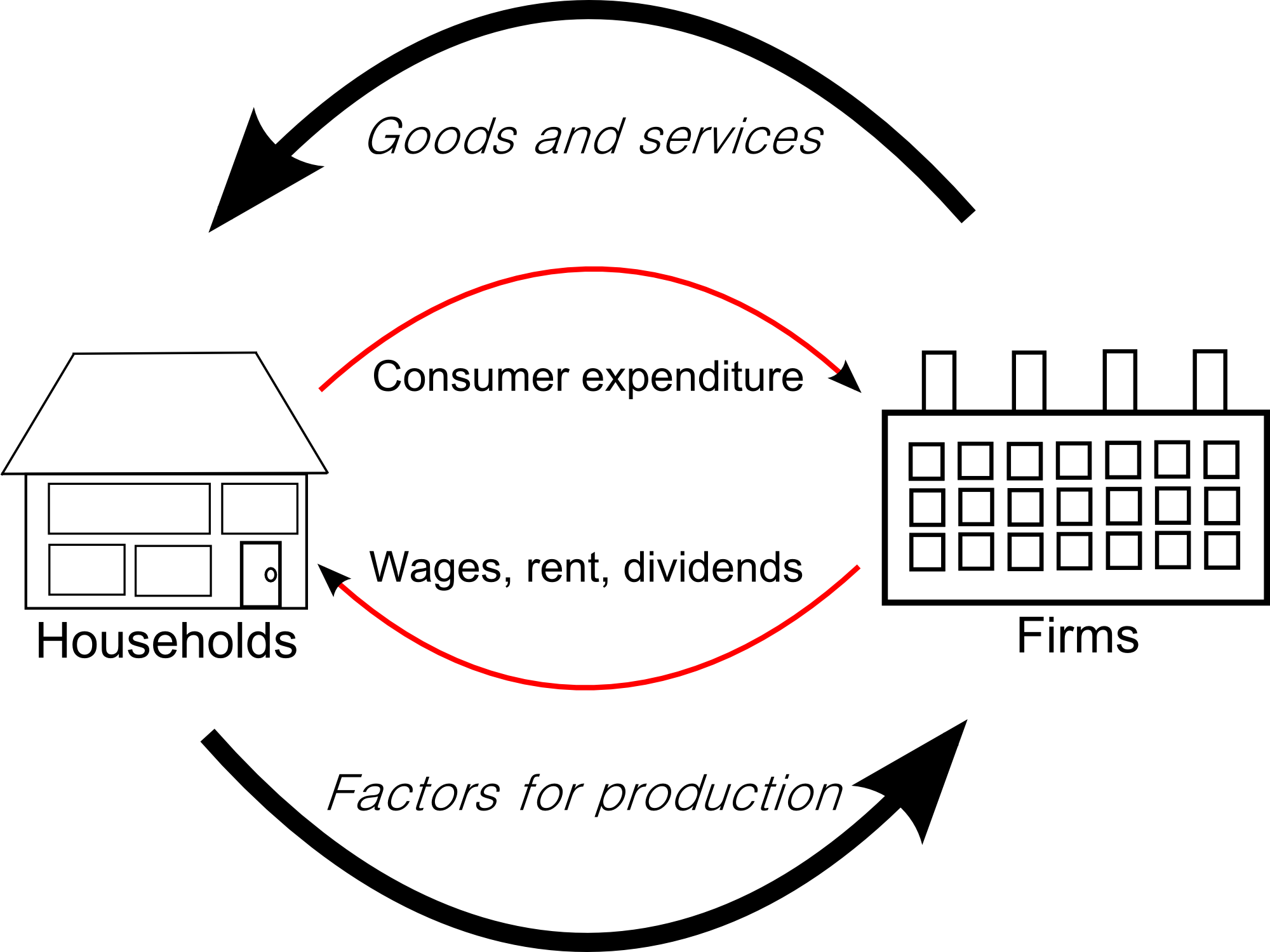
نمودار اولیۀ جریان مدور درآمد. عملکرد سیستم اقتصاد بازار آزاد به وسیلۀ بنگاه‌ها و خانواده‌ها و تعامل و اثر متقابل این دو به نمایش درآمده‌است.

جریان مدور، جریان چرخشی یا جریان دایره‌ای درآمد یک مدل اقتصادی است که در آن عمدۀ جریان به وسیلۀ مبادلۀ پول، کالا و خدمات و… بین بخش‌های مختلف اقتصاد نمایش داده می‌شود. جریان پول و کالا در یک مدار بسته مبادله می‌شود. تجزیه و تحلیل این جریان چرخشی بر اساس حساب‌های ملی است و در نتیجه در حوزۀ اقتصاد کلان است.
ایدۀ جریان چرخشی در اثر ریچارد کانتیلون نیز موجود بود. فرانسوا کنه آن را توسعه داد و با عنوان Tableau économique بیان کرد. تحول مهم در اثر کنه را کارل مارکس در جلد دوم سرمایه ایجاد کرد: نقد اقتصاد سیاسی و بعد از او جان مینارد کینز نظریه عمومی اشتغال بهره و پول را بیان کرد. ریچارد استون نیزدر ادامه این مفهوم را برای سازمان ملل متحد (UN) و سازمان همکاری اقتصادی و توسعه گسترش داد که در حال حاضر در سطح بین‌المللی استفاده می‌شود.

## بررسی اجمالی
جریان چرخشی درآمد یک مفهوم برای درک بهتر از اقتصاد به عنوان یک کل می‌باشد. در ابتدایی‌ترین حالت، آن را به صورت یک اقتصاد ساده متشکل از بنگاه و خانواده در نظر می‌گیریم که در یک «نمودار چرخشی جریان» نمایش داده می‌شود. در این حالت ساده از اقتصاد، خانواده‌ها نیروی کار مورد نیاز بنگاه‌ها برای تولید کالا و خدمات را فراهم می‌کنند. بنگاه‌ها به خانواده‌ها در ازای نیروی کاری که ارائه می‌دهند درآمد (حقوق) می‌پردازند. این فعالیت‌ها با خطوط سبز در نمودار نشان داده شده‌اند.

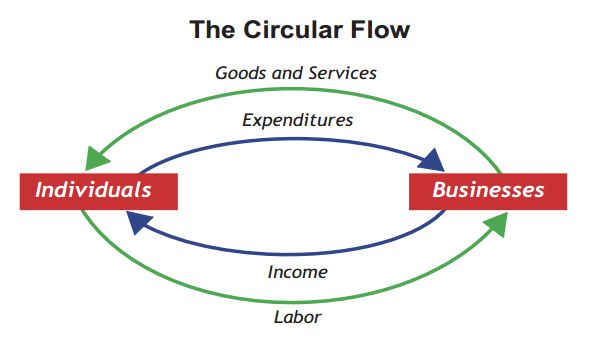
نمودار چرخشی جریان درآمد و هزینه

که این درآمد به نوبۀ خود صرف کالا و خدماتی که بنگاه تولید می‌نماید می‌شود. این فعالیت‌ها نیز توسط خطوط آبی رنگ در نمودار بالا نشان داده شده‌اند. معاملاتی که رخ می‌دهند جریان‌های مالی را تشکیل می‌دهند.
نمودار چرخشی جریان، وابستگی متقابل "جریان" یا فعالیت‌هایی که در اقتصاد رخ می‌دهد مانند تولید کالا و خدمات یا همان "محصول نهایی" و درآمدی که از تولید به دست آمده را نشان می‌دهد. این جریان چرخشی نشان دهنده تساوی بین درآمد حاصل از تولید (و پرداختی بنگاه‌ها به عوامل تولید) و ارزش کالا و خدمات تولید شده‌است.
البته کل اقتصاد بسیار پیچیده‌تر از این تصویر می‌باشد. اقتصاد علاوه برتعاملات بین خانوار و بنگاه، تعاملاتی مابین دولت‌ها، خانوار، شرکت‌ها و سایر ساکنان نقاط مختلف در جهان می‌باشد. همچنین در این تصویر ساده از اقتصاد، دیگر جنبه‌های فعالیت‌های اقتصادی مانند سرمایه‌گذاری (موجودی انبار—و یا دارایی‌های ثابت مانند سازه، تجهیزات، تحقیقات و توسعه و نرم‌افزارها) جریان مالی سرمایه (مانند سهام و اوراق قرضه و سپرده‌های بانکی) و سهم این جریان‌ها در انباشت دارایی‌های ثابت، نشان داده نشده‌است.

## تاریخچه

### ریچارد کانتیلون

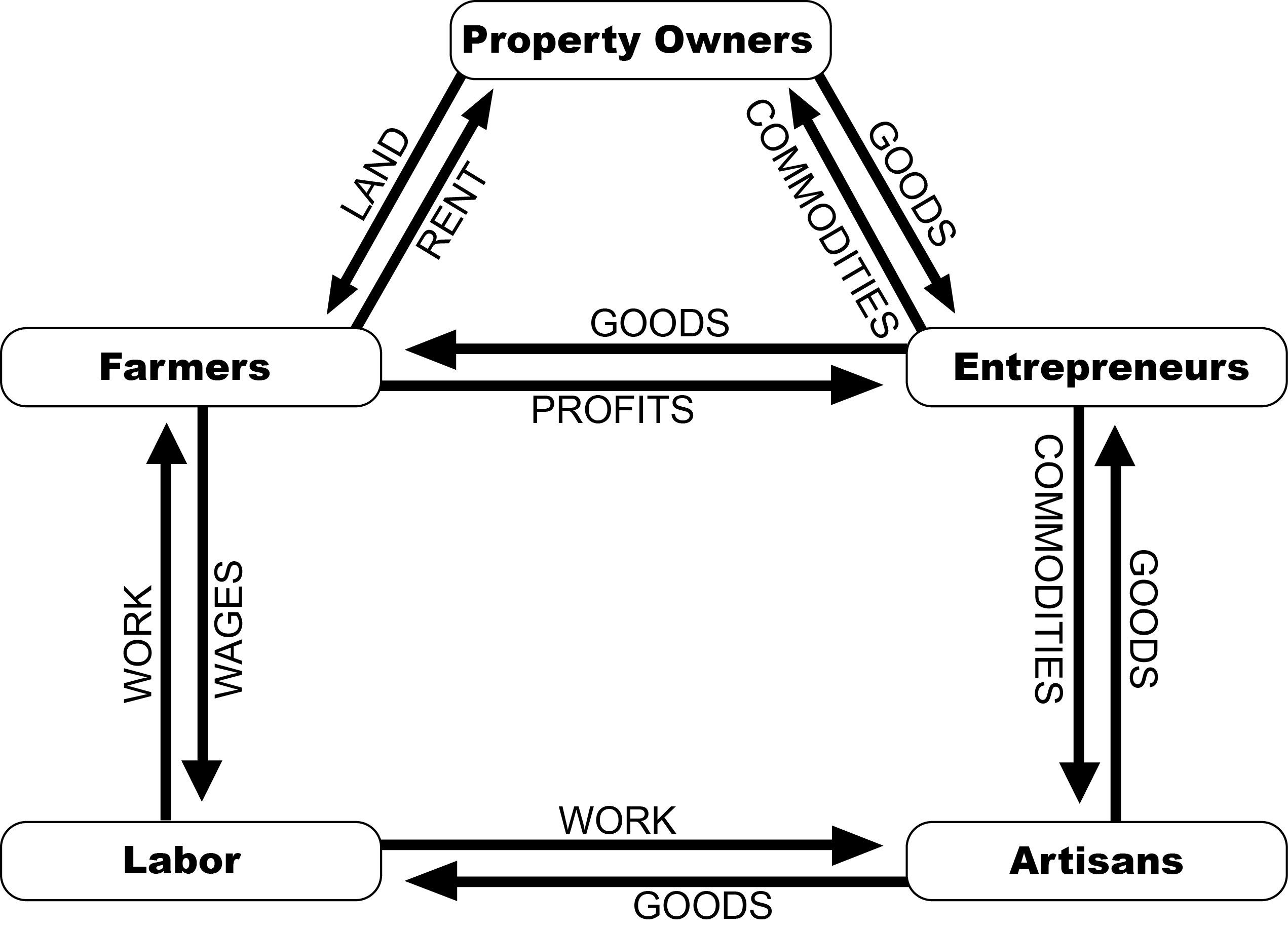
نمایش مدل اولیه جریان چرخشی Cantillon.

یکی از اولین ایده‌ها در جریان چرخشی در قرن ۱۸ از یک اقتصاددان ایرلندی- فرانسوی ریچارد کانتیلون بیان شده‌است که تحت تأثیر اقتصاددانان قبلی خود به خصوص ویلیام پتی بوده‌است. " (Thornton, eds. (2010 "در این باره بیشتر توضیح می‌دهد:
Cantillon مدل چرخشی جریان اقتصاد را توسعه می‌دهد بدین صورت که توزیع تولیدات مزرعه بین صاحبان اموال، کشاورزان و کارگران را نشان می‌دهد. تولیدات مزرعه با کالا و خدمات تولید شده در شهرها توسط کارآفرینان و صنعتگران مبادله می‌شود. مدل نشان‌دهندۀ وابستگی متقابل بین تمام طبقات مردم است که آدام اسمیت لقب «دست نامرئی» را در نظریۀ عواطف اخلاقی (۱۹۷۵) به آن داده است.
کانتیلون حداقل پنج عامل اقتصادی تأثیرگذار را متمایز کرده‌است: صاحبان اموال، کشاورزان، کارآفرینان، کارگران و صنعتگران که در نمودار جریان چرخشی اقتصاد کانتیلون بیان شده‌اند.

## انواع مدل‌ها

### مدل دوبخشی
درمدل دو بخشی جریان چرخشی درآمد، حالت تعادل وضعیتی است که در آن تمایلی برای تغییر در سطوح درآمد (Y) و هزینه (E) و تولید یا خروجی (O) وجود ندارد، که بدین صورت است:
Y = E = O

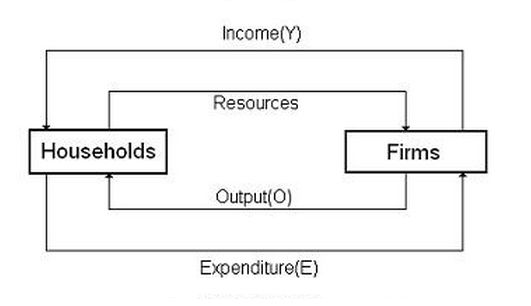
نمودار مدل دو بخشی

این به این معنی است که هزینه‌هایی که خریدار (خانواده) انجام می‌دهد، درآمد فروشندگان (شرکت‌ها) می‌شود. شرکت‌ها پس از اختصاص بخشی از این درآمد بین عوامل تولید مانند نیروی کار، سرمایه و مواد اولیه، آن را به صاحبان صنایع منتقل می‌کنند. صاحبان صنایع نیز آن را صرف تولید کالا می‌کنند که این منجر به ایجاد یک جریان چرخشی درآمد می‌شود.
این جریان چرخشی درآمد متشکل از مفروضات زیر است:
1. اقتصاد شامل دو بخش است: خانواده‌ها و شرکت‌ها.
2. خانواده‌ها تمام درآمد (Y) خود را صرف تهیۀ کالا و خدمات یا مصرف (C) می‌کنند. هیچ پس‌اندازی (S) در کار نیست.
3. تمام خروجی (O) تولید شده شرکت‌ها، توسط خانوار از طریق هزینه‌شان (E) خریداری می‌شود.
4. هیچ بخش مالی وجود ندارد.
5. بخش دولت وجود ندارد.
6. بخش مداخله‌گر خارجی نیز وجود ندارد.

### مدل سه‌بخشی
شامل بخش‌های خانوار، بنگاه و دولت می‌باشد؛ که جریان چرخشی درآمد در این بخش‌ها را جدای از کشورهای خارجی، مطالعه می‌کند. در این مدل جریان از بخش خانوار و تولیدکننده به بخش دولت در قالب مالیات می‌باشد. درآمد بخش دولتی در قالب پرداختی‌های دولت برای کالاها و خدماتی که دریافت می‌کند، پرداخت یارانه‌ها، پرداخت به بخش تولید و بخش خانگی وارد جریان چرخشی می‌شود. در واقع در پاسخ به هر پرداخت یک دریافت وجود دارد و بدین شکل مخارج کل یک اقتصاد با درآمد کل آن یکسان می‌شود و یک جریان چرخشی بی پایان به وجود می‌آید.

### مدل چهاربخشی
اقتصاد پولی مدرن شامل یک شبکه از چهار بخش اقتصاد می‌باشد:
1. بخش خانوار
2. شرکت‌ها یا بخش تولید
3. بخش دولت
4. بخش جهان پیرامون

هر یک از بخش‌های فوق دریافت‌هایی از دیگر بخش‌ها در ازای کالا و خدماتی که ارائه می‌دهند، دارند که یک جریان منظم از کالاها و خدمات و درآمد به وجود می‌آورد. باقی‌مانده درآمد هر بازار به عنوان پس‌انداز وارد بازار سرمایه می‌شود و بدین وسیله در بخش دولتی و بنگاه‌ها سرمایه‌گذاری می‌شود. در این مدل مجموع تولیدات یک کشور علاوه بر واردات کالاها و خدمات از سایر کشورها به کشورهای دیگر صادر شده، سرمایه‌گذاری می‌شود و توسط بخش‌های خصوصی و دولتی، مصرف می‌گردد. تا زمانی که میزان نشت با تزریق برابر است این جریان چرخشی به‌طور نامحدود ادامه خواهد داشت.

### مدل پنج‌بخشی

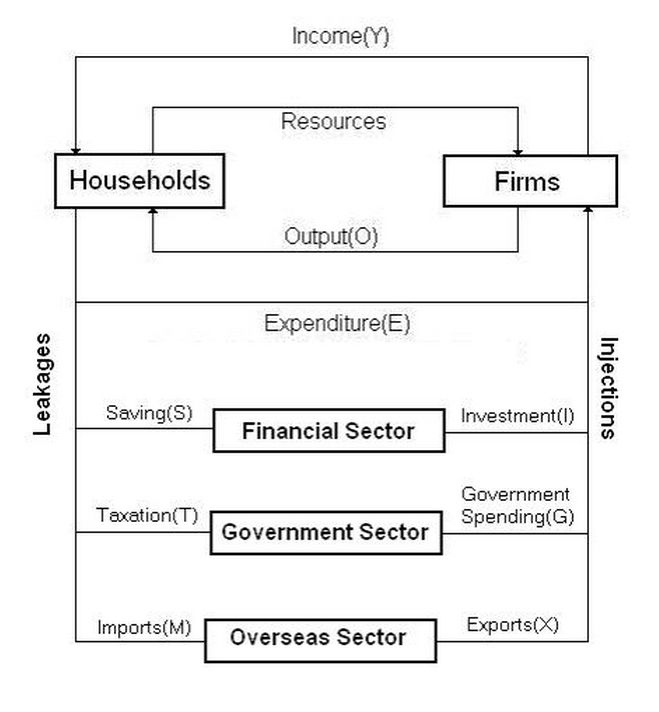
مدل پنج‌بخشی جریان چرخشی درآمد

در مدل پنج بخشی، اقتصاد به بخش‌های زیر تقسیم شده‌است:
1. بخش خانوار
2. شرکت‌ها یا بخش تولید
3. بخش بازار مالی: بانک‌ها و واسطه‌های غیر بانکی که در استقراض (از پس‌انداز خانوار) و وام دهی، شرکت دارند.
4. بخش دولت: شامل فعالیت‌های اقتصادی محلی، ایالتی و دولت مرکزی می‌باشد.
5. بخش جهان پیرامون: تبدیل مدل از یک اقتصاد بسته به اقتصاد باز است.

مدل پنج‌بخشی از جریان چرخشی درآمد، نمایانگر حالت واقعی‌تری از اقتصاد است.

## مباحث جریان چرخشی درآمد

### نشت و تزریق
مدل پنج‌بخشی شامل نشت و تزریق می‌باشد.
- فعالیت‌هایی که باعث خروج پول از گردش فعالیت‌های اقتصادی می‌شود نشت یا جریان خروجی نام دارند. زمانی که خانواده‌ها و شرکت‌ها بخشی از درآمد خود را پس‌انداز می‌کنند، به منزله خروج این بخش از پول از جریان اقتصادی و نشت می‌باشد؛ که ممکن است در قالب پس‌انداز، پرداخت مالیات و واردات باشد. نشت جریان درآمد را کاهش می‌دهد.
- تزریق به معنی گردش و توزیع درآمد به جریان اقتصادی می‌باشد. زمانی که خانواده‌ها و شرکت‌ها پس‌انداز خود را برای سرمایه‌گذاری قرض می‌دهند، به جریان اقتصادی تزریق کرده‌اند. تزریق جریان درآمد را افزایش می‌دهد. سرمایه‌گذاری، مخارج دولت و صادرات تزریق می‌باشند. تا زمانی که نشت برابر با تزریق است جریان چرخشی درآمد به‌طور نامحدود ادامه می‌یابد. در این بین موسسات مالی یا بازار سرمایه نقش واسطه را دارند. این به این معنی است که مبالغی که موسسات مالی و واسطه‌ها از شرکت‌ها (بابت کالا و خدماتی که فروش کرده‌اند) دریافت می‌کنند را به عنوان تزریق یا نشتی حساب نمی‌کنیم چون هیچ پول جدیدی در جریان وارد نشده و هیچ پولی از جریان خارج نشده‌است.

امکان نشت و تزریق در بخش‌های مالی، دولت و خارج از کشور وجود دارد:
در بخش بازار مالی
در مدل جریان چرخشی درآمد، نشتی که موسسات مالی در اقتصاد ایجاد می‌کنند عبارت است از گزینه‌های مختلفی که پیش روی خانواده‌ها برای پس‌انداز پولشان قرار می‌دهند. ان نت است زیرا پول پس‌انداز شده نمی‌تواند در اقتصاد خرج شود و در نتیجه یک دارایی بیکار می‌باشد و این یعنی تمامی تولید خریداری نخواهد شد. تزریقی که بخش مالی برای اقتصاد فراهم می‌کند همان سرمایه‌گذاری (Investment) در کسب و کار و شرکت‌ها می‌باشد. مثالی از یک گروه فعال در بخش مالی بانک‌ها مانند Westpac یا موسسات مالی مانند Suncorp.
در بخش دولتی
نشتی که بخش دولتی ایجاد می‌کند از طریق جمع‌آوری درآمد خانوار و شرکت‌ها به وسیله مالیات (T) است. این فعالیت نشت است به این دلیل که درآمد جاری و در نتیجه هزینه‌های جاری برای خرید کالاها و خدمات را کاهش می‌دهد. تزریقی که توسط دولت انجام می‌شود نیز به وسیله هزینه‌های دولت (G) می‌باشد که خدمات عمومی و رفاهی برای جامعه ایجاد می‌کند. به عنوان مثال مالیات بر درآمد جمع‌آوری شده توسط دولت به عنوان نشت است و تزریق زمانیست که آن را در قالت خدمات رفاهی و هزینه‌های دولت در اقتصاد خرج می‌کند.
بخش جهان پیرامون
نشت اصلی از این بخش واردات (M) می‌باشد. تزریق اصلی انجام شده توسط این بخش صادرات کالا و خدمات است که درآمدی برای صادرکنندگان از سایر نقاط دنیا ایجاد می‌کند. یک مثال نشت وتزریق از بخش خارج از کشور، صادرات پشم استرالیا به چین است که در نتیجه پول بیشتری وارد اقتصاد تزریق کند. چین از طریق فرآوری پشم آن را به مواردی از قبیل کت و… تبدیل و استرالیا، با پرداخت پول به صادر کنندگان چینی این محصولات را وارد می‌کند؛ که این پول نشت از جریان اقتصادی استرالیا می‌باشد.
خلاصه‌ای از نشت و تزریق
| نشت         | تزریق             |
| پس‌انداز (S) | سرمایه‌گذاری (I)   |
| مالیات (T)  | هزینه‌های دولت (G) |
| واردات (M)  | صادرات (X)        |
جدول ۱ نشت و تزریق در مدل پنج بخشی

### حالت تعادل
نظر به مدل پنج بخشی جریان چرخشی درآمد، حالت تعادل زمانی رخ می‌دهد که کل نشتی برابر با مجموع تزریق انجام شده در اقتصاد باشد؛ که بدین شکل نشان داده می‌شود:
یا
که برای یک اقتصاد خیالی بدین شکل در می‌آید:
S + T + M = I + G + XÇ
$۱۰۰ + $۱۵۰ + $۵۰ = $۵۰ + $۱۰۰ + $۱۵۰
$۳۰۰ = $۳۰۰
بنابراین در یک حالت پایدار از تعادل، نشت برابر با تزریق به اقتصاد است. این حالت در تقابل با وضعیت عدم تعادل است که در آن مجموع کل نشتی با مجموع کل تزریق برابر نیست. با تعیین ارزش نشت و تزریق جریان مدور درآمد می‌تواند برای نشان دادن حالت عدم تعادل نیز مورد استفاده قرار گیرد. حالت عدم تعادل را به صورت زیر نشان می‌دهیم:
بنابراین آن را می‌توان به عنوان یکی از زیر معادلاتی که در ادامه آمده‌است نشان داد:
یا
کل نشتی <مجموع تزریق
(S)$۵۰+$200(T)+$125(M)<$75(I)+$200(G)+$150(X)

اثرات عدم تعادل با توجه به اینکه مربوط به کدامیک از معادلات بالا باشد متفاوت است.
اگر S + T + M> I + G + X باشد، سطح درآمد، خروجی، هزینه‌ها و اشتغال سقوط خواهد کرد و باعث رکود یا انقباض در کل فعالیت‌های اقتصادی می‌شود.

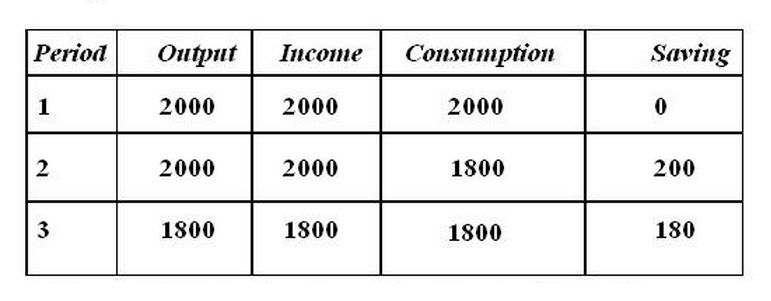
اثرات پس‌انداز بر جریان چرخشی درآمد

```
اما اگر S + T + M 
 I + G + X سطح درآمد، هزینه و خروجی سقوط خواهد کرد و باعث انقباض یا رکود اقتصادی در کل فعالیت‌های اقتصادی است. وقتی درآمد کاهش می‌یابد خانواده‌ها تمام نشتی مانند پس‌انداز را قطع خواهند کرد حتی مالیات کمتری می پردازندو همچنین با کاهش درآمدشان، آن‌ها کمتر برای واردات هزینه می‌کنند. این منجر به سقوط نشتی تا برابری مجدد آن با تزریق در یک سطح پایین‌تر از تعادل خواهد شد.
```

معادله دیگر عدم تعادل اگر S + T + M <I + G + X باشد در مدل پنج بخشی سطح درآمد، هزینه و خروجی را تا حد زیادی افزایش و باعث رونق در فعالیت‌های اقتصادی می‌شود. یعنی درآمد خانوار را افزایش می‌دهد فرصت بیشتری برای پس‌انداز وجود دارد در نتیجه پس‌انداز در بنگاه مالی نیز افزایش خواهد یافت، مالیات برای بالاتر از آستانه‌های بالا، افزایش خواهد یافت و همچنین قادر به صرف هزینه بیشتر در واردات هستند. در این حالت نیز تا زمانی که نشتی افزایش یابد آن‌ها در یک سطح بالاتر به تعادل خواهند رسید.

### تفاوت بین جریان واقعی و جریان پول
1. جریان واقعی، تبادل کالا و خدمات بین خانوار و شرکت هاست در حالی که جریان پول، تبادل پول میان دو بخش اقتصادی است.
2. در جریان واقعی بخش خانگی مواد اولیه، زمین، کار و سرمایه را تأمین و در شرکت‌ها سرمایه‌گذاری می‌کنند و در عوض بخش شرکت‌ها کالا و خدمات نهایی را برای بخش خانوار فراهم می‌نماید. در حالی که در جریان پولی، شرکت‌ها پاداشی رادر فرم پول به عنوان دستمزد، حقوق، اجاره بها، بهره و غیره به خانوار می‌دهد.
3. سختی‌های سیستم داد و ستد برای مبادله کالا و خدمات بین خانواده‌ها و شرکت‌ها در جریان واقعی به هیچ عنوان در جریان پولی وجود ندارد.
4. هنگامی که کالا و خدمات از یک بخش از اقتصاد به بخش دیگری جریان پیدا کند به عنوان جریان واقعی شناخته می‌شود.

### فاز یا مراحل جریان چرخشی درآمد
تولید، هزینه و درآمد سه‌پایه فعالیت‌های اقتصادی هستند که به صورت بی پایان ادامه دارند و به عنوان جریان چرخشی درآمد شناخته می‌شوند. تولید درآمد را بالا می‌برد، افزایش درآمد تقاضا برای کالا و خدمات را بالا می‌برد، که این افزایش تقاضا باعث زیاد شدن هزینه می‌شود، بالا رفتن هزینه مصرف نیز برای تولید بیشتر انگیزه ایجاد می‌کند. کل فرایند حالت پایه‌ای برای جریان چرخشی درآمد و فعالیت‌های تولیدی وابسته به آن شکل می‌دهد که درآمد و هزینه به عنوان فاز یا مراحل این جریان چرخشی شناخته می‌شوند.

## مفاهیم جریان چرخشی
این کتاب یک رویکرد کلی به سیاست اقتصاد کلان دارد که چهارمسئله حساس را شناسایی کرد:
1. اندازه‌گیری درآمد ملی- درآمد ملی یک تخمین از جمع تمام فعالت‌های اقتصادی یعنی درآمد حاصل از تمام عوامل تولید یا هزینه‌های تمام بخش‌های اقتصاد در جریان چرخشی درآمد است.
2. دانش وابستگی متقابل- جریان چرخشی درآمد وابستگی متقابل تمام فعالیت‌های اقتصادی به یکدیگر را نمایش می‌دهد. اگر مصرفی نباشد، تقاضا و هزینه‌ای وجود نخواهد داشت که این موضوع باعث کاهش میزان تولید و درآمد می‌شود.
3. ماهیت بی پایان فعالیت‌های اقتصادی - این چرخه نشان می‌دهد که تولید، درآمد و هزینه ماهیت بی پایانی دارند؛ بنابراین فعالیت‌های اقتصادی در یک اقتصاد متوقف نخواهند شد و درآمد ملی نیز متعاقباً ملزم به تغییر خواهد بود.
4. نشت و تزریق